# Мармурівка зернова сіра
Мармурівка зернова сіра (Apamea anceps) — комаха родини совок, один із видів численного роду мармурівка. Гусениця розвивається на злакових. Поширений у Палеарктиці, зокрема в Україні. У певних частинах ареалу може пошкоджувати культурні зернові рослини.

## Опис
Середній метелик з розмахом крил 3-3,8 см. Передні крила сірі, картаті, з ниркоподібною плямою, що оточена світлою облямівкою. Задні світло-сірі, їхній зовнішній край темніший.
Довжина тіла гусениці досягає 3 см.

## Спосіб життя
Імаго на півночі ареалу трапляється в червні-липні, летить на світло та на солодке.
Самиця відкладає декілька кладок, здатна відкласти понад 2600 яєць. Яйця відкладає на колоски злаків, під лусочками. На одному колосі може бути від 3-5 яєць до 50-100. З яйця за 8-12 діб виходить личинка.
Гусениця розвивається на злаках, зокрема на тонконозі однорічному та грястиці збірній. Гусениця розвивається впродовж 90 днів, після чого досягає 8-го віку, в якому зимує в верхньому шарі ґрунту. У південно-східному Казахстані розвиток може тривати до 134—140 днів, через період літнього спокою (естивації), викликаний несприятливими посушливими умовами. У квітні-травні гусениці виходять з зимівлі, деякий час харчуються злаками, а потім заляльковуються. за 3-4 тижні виходять дорослі метелики.
Совок на різних стадіях розвитку поїдають жуки-туруни, мурашки, бабки, павуки, птахи. На них також паразитують численні перетинчастокрилі та двокрилі комахи, нематоди.

## Ареал
Поширена в Палеарктиці: від Західної Європи та Північної Африки через Близький Схід, Південний Сибір та Центральну Азію до Японії. Зокрема поширена в Англії, Уельсі та на півдні Шотландії

## Економічне значення
Мармурівка зернова сіра може розвиватися на культурних злакових рослинах: пшениці, житі, кукурудзі. Проте на більшій частині ареалу вона впливає на врожайність злакових незначно. Лише на півночі та сході Казахстану, а також на південному Приураллі Росії відзначається суттєве розмноження цього виду на пшеничних полях, що знижує врожаї.